# Этнонимы чеченцев
Этнонимы чеченцев — совокупность известных современному кавказоведению этнонимов чеченского народа, включающих самоназвания (эндоэтнонимы) и используемые другими этносами названия (экзоэтнонимы), употреблявшиеся/употребляемые на протяжении существования на Северном Кавказе чеченцев, а также основных нахских племён и этногрупп, ставших компонентами в этногенезе чеченского народа.
Этнонимы чеченцев неразрывно связаны с наименованиями некоторых нахских этно-территориальных групп. Ряд таких наименований в историческом контексте имеют отношение к этнонимам чеченцев, как к некоторым составляющим (субэтносам) современного чеченского народа.

## Эндоэтноним
В литературном чеченском языке самоназвание чеченцев во множественном числе — нохчий (чечен. нохчий [nwoxt͡ʃʰi:]) — «чеченцы», в единственном числе — но́хчо (чечен. нохчо [nwoxt͡ʃʰʊ̯o:]) или, иногда, — но́хчи (чечен. нохчи) — «чеченец», «чеченка». так же в диалектах чеченского языка и у большого числа этнографов и исследователей встречается форма этнонима - нахчий, с гласной "а" в первом слоге, или нахче.

### Гипотезы возникновения
Гипотеза 1. Предками чеченцев являлись многочисленные нахские племена, многие из которых имели свою собственную этно-племенную идентичность. Вплоть до нового времени у них не было чёткого национального самосознания — нахские этно-территориальные группы не считали себя единым народом и не имели общего эндоэтнонима. В документах соседних народов названия нахских племён прослеживаются со средневековья, а формирование самих племён относится, по-видимому, к ещё более древнему периоду — античности. Предки именно чеченской этноязыковой общности, вероятно, начали формирование в XII—XIII веках в центральной части Северного Кавказа (предполагают исторические области Нохчий-Мохк или Нашха). Возможно, из нахской среды сформировалось будущее ядро объединения чеченцев — этногруппа нахче/нахчой. Не исключено, что это древнее племя доминировало над соседними восточно-нахскими этногруппами и, на каком-то этапе, нахче/нахчойцы распространили на окружающих своё племенное название. Однако, имя нохчий, как этноним собственно всех чеченцев, распространилось гораздо позднее, вероятно, только с XVIII—XIX веков (зафиксированные свидетельства широкого использования — только с начала XIX века).
Гипотеза 2. Предками чеченцев являлись многочисленные нахские племена, которые обладали общей идентичностью и имели общее самоназвание, восходящие к слову нах (чечен. нах) — в нахских языках «люди», «народ». Сторонников гипотезы общего эндоэтнонима для всех нахских этно-территориальных групп достаточно много, в основном, среди чеченских учёных. Также имеются утверждения, распространяющие единый эндоэтноним и на современные нахские этногруппы и субэтносы чеченцев, например, в работе советского исследователя чеченского языка А. Г. Мациева отмечается, «что все чеченцы, в том числе аккинцы, кистинцы и чеберлоевцы, называют себя нохчоу/нахчо». Так же в защиту этой гипотезы служит большое число работ исследователей и этнографов, в которых все чеченские общества идентифицировали себя единым народом, например: Вейденбаум, Риттих, Ткачёв, Дубровин, Пасынков в «Этнографическом очерке», Березин и др.

### Первые упоминания
«Карта Птолемея» II век.
Самоназвание чеченцев известно со II в. н. э. по карте Птолемея, который позднее был упомянут Моисеем Хоренским при перечислении нардов Кавказа.
«Армянская география» VII век.
В своей работе VII в. Ширакаци А. перечисляет ряд народностей, среди которых и нахчематьянк, где "нахче" - самоназвание чеченцев, которое сохранилось и по сей день в таком же виде, "мат" - страна, земля, а "янк" - окончание указывающее на народ в армянском языке.
«Документ о стране Нахчу» XIII век.
Самоназвание чеченцев упоминается в документе о разрушении памятников культуры в стране Нахчу, датированном XIII веком.
Грузинский источник XIV век.
Исторический документ опубликован в 1897 году грузинским историком и филологом М. Г. Джанашвили. Представляет собой приписку в Евангелии, где среди прочих этнонимов упоминается народ нохче, в числе христианской паствы патриарха Евфимия/Эквтиме III (католикос-патриарх Грузии в 1310—1325 гг.). Этническая номенклатура источника и политическая ситуация того периода, позволяют современным исследователям отнести народ нохче к нахским этнонимам:
Когда блаженный патриарх наш Ефимий, обозревая свою паству, видел храмы в Антцухе, Цахуре, церковь народа Хундзи, народа нохче, Тушетии … то этот блаженный Ефимий приказал мне, архиепископу Курмуха и пастырю всех горных земель, Кириллу Донаури распорядится перепиской евангелий и разослать для каждой церкви … В кроникон 530-й, месяца мая 14 числа в год сотворения мира 6914-йИзвестия грузинских летописей и историков о Северном Кавказе и России, 1897.

## Возникновение и эволюция этнонимов

### В XIX веке
С начала XIX века российские исследователи начинают фиксировать эндоэтноним охватывающий всех чеченцев — нохчий/нахче. Также в различных источниках собирательным названием продолжают выступать экзоэтнонимы из русского языка — чеченцы, из кумыкского — мичиковцы и из грузинского — кисты. Так же эти названия распространялись на всех чеченцев (а, нередко, и всех нахов), от этнонимов локальных этно-территориальных групп — мичиковцев и кистов. Также исследователи продолжают отмечать старые и фиксировать новые этнонимы прочих локальных этногрупп сформировавших чеченский народ — ичкеринцы, качкалыковцы, пешхойцы, чеберлоевцы/чарбилоевцы, шатоевцы, шароевцы, шубуты/шубузы и другие.
Этноним «чеченцы» в русских документах XVI—XVII вв. еще не встречался. Для обозначения этой общности использовались названия «зумсой», «мерезанские люди», «минкизы», «ококи», «тшанские люди».
| Исследователи:                |                                                                             |   |   |   |   |   |   |   |   |   |
| ----------------------------- | --------------------------------------------------------------------------- | - | - | - | - | - | - | - | - | - |
| Современное значение термина: | Броневский С. М.                                                            |   |   |   |   |   |   |   |   |   |
| Современное значение термина: | 1823                                                                        |   |   |   |   |   |   |   |   |   |
| «нахские народы/ вайнахи»     | Кисты (груз.)                                                               |   |   |   |   |   | — | — | — | — |
| «бацбийцы»                    | —                                                                           |   | — | — |   |   |   |   | — | — |
| «ингуши»                      | Галга Галгаи (горск.) Ингуши Кисты Ламуръ (самоназв.)                       | — | — | — |   | — | — | — | — | — |
| «кистинцы»                    | Кистинцы (Джерахи и Зауровцы) (русск.) Кисты Галгаи (горск.)                | — |   |   | — |   |   |   | — | — |
| «орстхойцы»                   | Арште Карабулаки                                                            | — |   |   | — | — | — | — | — | — |
| «чеченцы»                     | Бутурулъ (лезг.) Мычкизъ (лезг., тюрк., черкес.) Нача (инг.) Чеченцы Шешены | — |   |   | — | — | — | — | — | — |

## Экзоэтнонимы

### В современных языках
Большинство приведённых в таблицы экзоэтнонимов указаны согласно учёному-кавказоведу Н. Г. Волковой («Этнонимы и племенные названия Северного Кавказа», 1973 год), другие наименования снабжены примечаниями с источниками по ним.
| Старинные экзоэтнонимы     | Старинные экзоэтнонимы     | Старинные экзоэтнонимы     |                        | Варианты наименований от экзоэтнонима «чеченцы» | Варианты наименований от экзоэтнонима «чеченцы» | Варианты наименований от экзоэтнонима «чеченцы» |
| Языки, диалекты            | Наименование чеченцев      | Транслитерация в оригинале | Языки, диалекты        | Наименование чеченцев                           | Транслитерация в оригинале                      |                                                 |
| -------------------------- | -------------------------- | -------------------------- | ---------------------- | ----------------------------------------------- | ----------------------------------------------- | ----------------------------------------------- |
| Аварский                   | буртиал/буртиял,           |                            | Абазинский             | чачан                                           |                                                 |                                                 |
|                            | мчихичал (множ. ч.)        | мSчихичал                  | Аварский               | чачанал/чечанал (множ. ч.)                      | чачанал                                         |                                                 |
| Андийский                  | бутурул/бутурув (един. ч.) | бутурул                    | Багулальский           | чачанадилу хеква                                |                                                 |                                                 |
| Грузинский                 | кисти                      |                            | Ботлихский             | чачанал                                         |                                                 |                                                 |
| Даргинский                 | мичихичлан                 |                            | Годоберинский          | чачанади                                        |                                                 |                                                 |
| Кумыкский                  | мычыгъыш/мычыгъышлы        |                            | Грузинский             | чечени                                          |                                                 |                                                 |
| Русский (позднесредневек.) | мичкизы/минкизы            |                            | Дидойский              | чачанази                                        |                                                 |                                                 |
|                            |                            |                            | Кабардинско-черкесский | шэшэн (един. ч.)                                | шэшэн /шəшəн                                    |                                                 |
|                            |                            |                            | Каратинский            | чачанди (множ. ч.)                              | čečandi                                         |                                                 |
|                            |                            |                            | — Токитинский диалект  | чачанади (множ. ч.)                             | čečanadi                                        |                                                 |
|                            |                            |                            | Карачаево-балкарский   | м. чеченли, ж. чечен тиширыу (един. ч.)         | чеченли, чечен тиширыу                          |                                                 |
|                            |                            |                            | Ногайский              | шешен                                           |                                                 |                                                 |
|                            |                            |                            | Осетинский             | цацан                                           |                                                 |                                                 |
|                            |                            |                            |                        |                                                 | цӕцӕйнаг                                        |                                                 |
|                            |                            |                            | Тиндинский             | чачанайи                                        |                                                 |                                                 |
|                            |                            |                            | Чамалальский           | чечанал                                         |                                                 |                                                 |

### Прочие словари
- Аварско-русский словарь: Около 36 000 слов = Авар-гӏурус словарь: 36-азаргогӏанасеб рагӏи / Сост.: М. М. Гимбатов, И. А. Исаков, М. М. Магомедханов, М. Ш. Халилов, под редакцией М. М. Гимбатова. — Институт языка, литературы и искусства имени Г. Цадасы. — Махачкала: ДНЦ РАН, 2006. — 2096 с. — (Национально-русские словари. Литературные языки Дагестана). — ISBN 594434-023-1.
- Кабардинско-русский словарь = Къэбэрдей-Урыс словарь / Сост.: М. Л. Апажев, Н. А. Багов, П. М. Багов, Б. Х. Балкаров, Дж. Н. Коков, Х. Х. Жакамухов, Х. Ш. Урусов, под общей ред. Б. М. Карданова. — Кабардино-Балкарский НИИ. — М.: Государственное издательство иностранных и национальных словарей, 1957. — 576 с. — 6000 экз.
- Русско-карачаево-балкарский словарь. Около 35 000 слов = Орус-къарачай-малкъар сёзлюк. 35 мингнге джууукъ сёз / Сост.: Х. И. Суюнчев, М. О. Акбаев, Р. Т. Алиев, А. М. Байрамкулов, А. Ю. Бозиев, М. О. Долаев, К. М. Коркмазов, К. Т. Лайпанов, И. Р. Салпагаров, А. А. Суюнчев, И. Х. Урусбиев, под редакцией  Х. И. Суюнчева и И. Х. Урусбиева. — Карачаево-черкесский НИИ языка, литературы и истории. — М.: «Советская энциклопедия», 1965. — 744 с. — 10 000 экз.